# Бригады призраков
«Бригады призраков»  (англ. The Ghost Brigades) — военно-фантастический роман американского писателя Джона Скальци, опубликованный в 2005 году, вторая книга из его вселенной «Война старика».

## Краткое содержание
Силы самообороны колоний (ССК) узнают, что один из их ведущих учёных по передаче сознания, Чарльз Бутэн, стал предателем и спровоцировал беспрецедентный союз между тремя другими инопланетными видами, чтобы уничтожить человечество. Расследуя неуклюжую попытку Бутэна инсценировать собственную смерть, ССК обнаруживает, что Бутэн успешно сохранил копию своего сознания на компьютере. Колониальный спецназ, получивший прозвище «Бригады-призраки», создает тело солдата ССК с ДНК Бутэна, чтобы попытаться имплантировать копию сознания Бутэна в новый мозг, чтобы узнать, куда сбежал Бутэн и каковы на самом деле его намерения. После того, как попытка, по-видимому, провалилась, солдат (по имени Джаред Дирак, названый в честь Поля Дирака) становится рядовым спецназа и направляется во взвод, которым командует Джейн Саган. На случай, если сознание Бутэна всё-таки прояснится, Саган и её начальство полны решимости присматривать за Джаредом. Проходит время, и опыт, который напоминает Дираку о дочери Бутэна Зои, заставляет сознание Бутэна проявиться. Джаред постепенно становится всё более и более похожим на Бутэна, теряя при этом собственные черты личности, но сохраняя свою индивидуальность и сильную моральную оппозицию философии и действиям Бутэна. Когда масштабы предательства Бутэна станут известны, станет ясно, что придется сделать трудный выбор, чтобы остановить союз Бутэна с Ррай, Энешанцы и Обинянами.
Миссия на спутник, где Бутэн помогает Обинянам создать свою технологию передачи сознания, возглавляемая Саганом и Дираком, катастрофически не удалась из-за того, что Бутэн использовал «чёрный ход», чтобы отключить МозгоДруга солдат и привести большинство из них к гибели. Дирака допрашивает Бутэн, который решает перенести своё сознание в тело Дирака и попытаться проникнуть и уничтожить Союз Колоний. Перенос удался, и Дирак лишился сознания. Дирак смог посмертно нейтрализовать Бутэна, оставив троянского коня в сообщении МозгоДруга, окислив УмноКровь своего тела и убив его. Дочь Бутэна Зои забирают выжившие после миссии, включая Саган. В конце книги Саган предлагают уйти на пенсию, чтобы она не разглашала конфиденциальную информацию, полученную от Бутэна; она соглашается и уходит на пенсию вместе со своим будущим мужем Джоном Перри, усыновив Зою. Обинян принуждают к подписанию договора с Союзом колоний, положившего конец боевым действиям.

## Вселенная
Все Силы самообороны колоний получают генетически измененные тела со всевозможными улучшениями, причём больше всего достается спецназу. Эти солдаты рождаются в этих телах, и только через своего МозгоДруга они знают, что делать. Эта вселенная — враждебное место, и эти улучшения — это минимум, который ССК может им дать, чтобы просто выстоять. Путешествие по вселенной осуществляется с помощью «Сквозного скачка», средства мгновенного передвижения. Джейн Саган, Гарри Уилсон и Джон Перри — единственные главные персонажи, пришедшие из «Войны старика».

## Инопланетные виды
В «Бригадах призраков» представлены следующие расы:
- Энешанцы: раса насекомых размером с человека произошла от термитообразного существа. Номинально союзники ССК. Общество является иерархическим, матриархальным и высокоплеменным, с большим количеством межплеменных конфликтов.
- Обиняне: Появились на луне газового гиганта, они получили интеллект, но не индивидуальное сознание, от другого инопланетного вида, Консу. Обиняне описываются как гермафродиты, напоминающие помесь паука и жирафа. Обычно они не взаимодействуют с другими расами, кроме как для нападения; когда они это делают, бывают жестоки, беспощадны и неумолимы.
- Гамеранцы: На самом деле это подвид людей, созданный ССК для естественной жизни в космосе. Они похожи на больших каменных черепах и могут легко прятаться среди астероидов, планетарных колец и других тел или спутников. У них также есть первое поколение МозгоДруга, которое является полностью органическим.